# 마리아닌
마리아노 아리아스 차모로(스페인어: Mariano Arias Chamorro, 1946년 5월 18일, 카스티야 이 레온 주 파베로 ~)는 마리아닌(스페인어: Marianín)으로 알려진 스페인의 전 축구 선수로, 현역 시절 스트라이커로 활약했다.

## 클럽 경력
마리아닌은 레온 도 파베로 출신으로, 인근의 벰비브레에서 축구를 시작하였고, 1967년에 쿨투랄 레오네사에 입단해 4년 후에 전국 최다 기록인 36골을 넣어 세군다 디비시온 승격에 일조했다. 그는 이후 오비에도로 이적하였고, 1972년 9월 2일에 1-2로 패한 라스 팔마스와의 원정 경기에서 라 리가 신고식을 치러 골도 기록했다.
마리아닌은 1972-73 시즌의 트로페오 피치치 주인공이 되었는데, 아스투리아스 연고 구단은 시즌을 12위로 마감했다. 이 시즌에 19번 골망을 갈랐는데, 단 한 골도 페널티 킥으로 넣지 않았고, 이 시즌 최고의 순간은 1972년 11월 26일에 3-3으로 비긴 아틀레틱 빌바오와의 원정 경기에서 해트트릭을 기록했을 때로, 마리아닌은 이시드로 랑가라에 이어 득점왕에 오른 2번째 오비에도 선수가 되었다.
마리아닌은 1973-74 시즌에 강등의 쓴맛을 보았으나, 이듬해에 프로 무대 역대 최고인 20골을 기록해 소속 구단이 1년 만에 승격할 수 있도록 도왔다. 1977년 6월, 그는 31세의 나이로 오비에도를 떠나 쿨투랄 레오네사와 데포르티보 파베로에서 도합 2년을 보내고 축구화를 벗었다. 그는 오비에도에서 모든 대회 기록을 도합하여 65골을 기록했다.

## 국가대표팀 경력
마리아닌은 1차례 스페인 국가대표팀 경기에 출전했다. 그는 0-0으로 비긴 터키와의 1973년 10월 17일 친선경기에서 후반전에 교체되어 뛰었다.